# Victor Firea
Victor Firea (n. 16 martie 1923, Mărgineni, România – d. 25 mai 2007) a fost un atlet român.

## Biografie
A concurat la atletism la Jocurile Olimpice de vară din 1952 de la Helsinki în proba de 3000 de metri obstacole masculin. El a fost multiplu campion național. A fost membru al Clubului sportiv „Dinamo” și a deținut gradul de maior în cadrul Ministerului Afacerilor Interne.
După retragerea sa din activitate Victor Firea a fost secretar federal, secretar general și vicepreședinte al Federației Română de Atletism.
Fratele său cel mare, Vasile Firea, a participat la Jocurile Olimpice de vară din 1936 de la Berlin.

## Distincții
- Medalia Muncii (9 mai 1958) „cu prilejul aniversării a 10 ani de la înființarea Clubului sportiv «Dinamo» și pentru rezultate deosebite obținute în dezvoltarea activității sportive”[4]

## Legături externe
- en Victor Firea la World Athletics
- en Victor Firea la Olympedia.org